# 조셀린 시그레이브
조셀린 시그레이브(Jocelyn Seagrave, 1968년 9월 9일 ~ )는 미국의 배우, 텔레비전 배우, 영화배우이다.
방콕에서 태어났다.

## 영화
- 우리, 사랑일까요? (2005년)
- 소트크라임즈 (2003년)
- 문베이스 (1997년)
- 체이스 맨 (1996년)
- 우리 생애 나날들 (1965년)